# Gare de L’Isle-Jourdain (Gers)
Gare de L'Isle-Jourdain vasútállomás Franciaországban, L'Isle-Jourdain településen.

## Vasútvonalak
Az állomást az alábbi vasútvonalak érintik:
- Saint-Agne–Auch-vasútvonal

## Kapcsolódó állomások
A vasútállomáshoz az alábbi állomások vannak a legközelebb:
- Gare de Mérenvielle
- Gare de Gimont-Cahuzac